# Bogdašići (Czarnogóra)
Bogdašići (cyr. Богдашићи) – wieś w Czarnogórze, w gminie Tivat. W 2011 roku liczyła 57 mieszkańców.